# Witgestreepte dolfijn
De witgestreepte dolfijn (Sagmatias obliquidens of Lagenorhynchus obliquidens) is een soort dolfijn uit het noorden van de Stille Oceaan.

## Leefgebied
De witgestreepte dolfijn leeft voornamelijk op de open zee in het noorden - in koude tot gematigde streken - van de Stille Oceaan. Ze leven er van vis en pijlinktvis.
Zuidelijker dan de Zuid-Chinese Zee in het westen en Neder-Californië worden ze niet waargenomen. Ze kunnen ook aangetroffen worden in de Japanse Zee, de Zee van Ochotsk, de Beringzee, de Golf van Alaska en de Golf van Californië. Ze volgen ook een zeker migratiepatroon: in de zomer leven ze noordelijker dan in de winter. In de diepzee leven ze vooral tussen 35° en 47° NB.

## Kenmerken

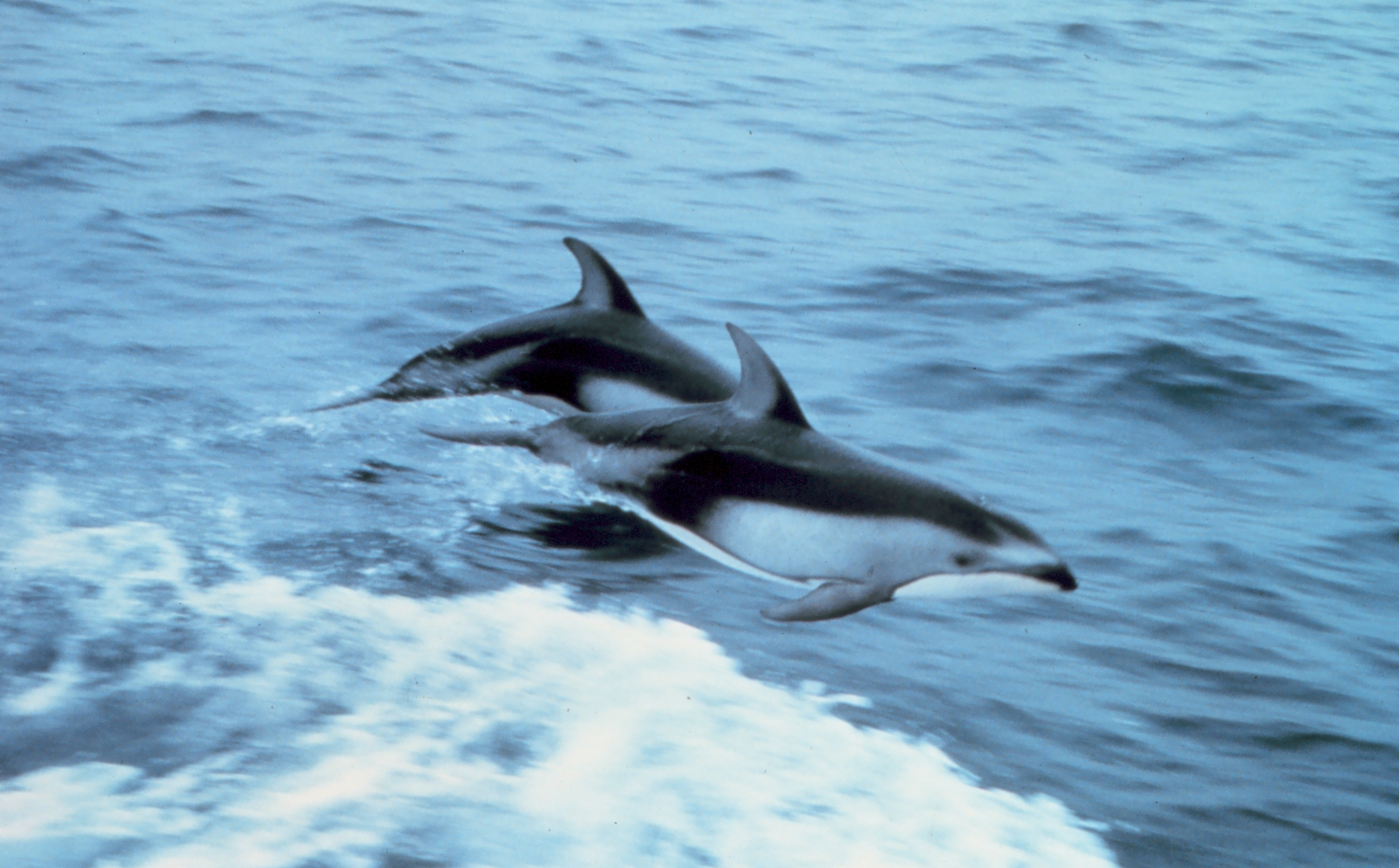

De wetenschappelijke naam van de witgestreepte dolfijn, obliquidens, betekent "schuine tand". Dit is een verwijzing naar de lichtgebogen tanden van de soort, voor het eerst beschreven door mammaloog Theodore Nicholas Gill. Hij bestudeerde drie schedels en verzon de wetenschappelijke naam.
De witgestreepte dolfijn heeft een donkergrijze rug met lichtgrijze flanken boven de borstvinnen. De buik en keel zijn gebroken wit, duidelijk afgescheiden van het grijs erboven. Van de kop, langs de onderkant van de rugvin, tot aan de grijze vlek op de achterflank loopt nog een fijne, smalle, grijze streep. De ogen zijn donker omrand.
De soort wordt in zijn leefgebied soms verward met de gewone dolfijn (Delphinus delphis) omdat ze beiden in grote groepen leven en lichtgekleurde flanken hebben. In tegenstelling tot de gewone dolfijn heeft de witgestreepte dolfijn een korte en dikke snuit.
Zowel mannetjes als vrouwtjes worden tussen 1,7 en 2,4 meter lang. Mannetjes wegen zo'n 200 kg, vrouwtjes 150 kg. Pasgeboren kalfjes zijn zo'n 1,1 meter lang. Ze kunnen meer dan 40 jaar oud worden.
Vrouwtjes zijn geslachtsrijp na 7 jaar. Een dracht duurt ongeveer een jaar.

## Taxonomie
De witgestreepte dolfijn wordt soms gezien als noordelijke tegenhanger van de donkergestreepte dolfijn (L. obscurus). Genetisch onderzoek wees echter uit dat de twee genoeg van elkaar verschillen om ze als aparte soort te zien. Ze zouden 2 miljoen jaar geleden uit elkaar zijn gegroeid. Beide soorten zouden volgens genetisch onderzoek ook meer verwant zijn met het geslacht Cephalorhynchus dan met enkele andere soorten uit Lagenorhynchus. Er wordt nog onderzocht of de soorten verplaatst moeten worden en naar welk geslacht: Cephalorhynchus of een eigen geslacht, met als voorstel Sagmatias.

## Gedrag
De witgestreepte dolfijn is een typische nieuwsgierige, speelse dolfijn die mensen niet schuwt. Ze zijn dan ook graag geziene gasten bij walvisexcursies. Het zijn ook erg sociale dieren: ze leven in groepen van zo'n 100 exemplaren, wat zelfs kan oplopen tot 3000 exemplaren. Ze worden ook gespot met andere walvissen, met in het bijzonder de noordelijke gladde dolfijn (Lissodelphis borealis).

## Relatie met mensen
Het IUCN beschouwt deze soort als weinig bedreigd, maar het is toch bekend dat er dieren sneuvelen door verstrikking in visnetten. Ook zou Japan jagen op de dolfijnen. Hoewel ze dicht bij mensen durven komen, is hun precieze aantal toch redelijk onbekend. Schattingen spreken over 1 miljoen exemplaren.
De dolfijnen worden, net als de bekende tuimelaars, soms ook gebruikt in dolfinaria.